# فرنسيس مود
فرنسيس مود (بالإنجليزية: Francis Maude) هو سياسي بريطاني، ولد في 4 يوليو 1953 في المملكة المتحدة. حزبياً، نشط في حزب المحافظين.

## مناصب
- في الانتخابات العمومية للمملكة المتحدة 1983 [الإنجليزية]‏، انتخب عضو البرلمان التاسع والأربعون للمملكة المتحدة عن دائرة واريكشير الشمالية خلال فترته النيابية ‏ (9 يونيو 1983 – 18 مايو 1987).
- في الانتخابات العمومية للمملكة المتحدة 1987 [الإنجليزية]‏، انتخب عضو البرلمان الخمسون للمملكة المتحدة عن دائرة واريكشير الشمالية خلال فترته النيابية ‏ (11 يونيو 1987 – 16 مارس 1992).
- انتخب وزير ديوان مجلس الوزراء [الإنجليزية]‏ (12 مايو 2010 – 11 مايو 2015).
- في الانتخابات العامة في المملكة المتحدة 1997 [الإنجليزية]‏، انتخب عضو البرلمان الثاني والخمسون للمملكة المتحدة عن دائرة هورشام وقد انضم خلال فترته النيابية ‏ (1 مايو 1997 – 14 مايو 2001) للكتلة البرلمانية حزب المحافظين.
- في الانتخابات العامة في المملكة المتحدة 2001، انتخب عضو برلمان المملكة المتحدة الـ53 عن دائرة هورشام وقد انضم خلال فترته النيابية ‏ (7 يونيو 2001 – 11 أبريل 2005) للكتلة البرلمانية حزب المحافظين.
- في الانتخابات العامة في المملكة المتحدة 2005، انتخب عضو برلمان المملكة المتحدة الـ54 عن دائرة هورشام وقد انضم خلال فترته النيابية ‏ (5 مايو 2005 – 12 أبريل 2010) للكتلة البرلمانية حزب المحافظين.
- في انتخابات المملكة المتحدة لعام 2010، انتخب عضو برلمان المملكة المتحدة الـ55 عن دائرة هورشام وقد انضم خلال فترته النيابية ‏ (6 مايو 2010 – 30 مارس 2015) للكتلة البرلمانية حزب المحافظين.
- انتخب عضو مجلس الشورى البريطاني.
- انتخب وزير الدولة لشؤون أوروبا (المملكة المتحدة) (25 يوليو 1989 – 28 نوفمبر 1990).
- انتخب الأمين المالي للخزينة [الإنجليزية]‏ (28 نوفمبر 1990 – 11 أبريل 1992).
- انتخب وزير دولة - ظل - للثقافة والإعلام والرياضة [الإنجليزية]‏ (4 مايو 1997 – 2 يونيو 1998).
- انتخب وزير ظل الدولة الخزانة [الإنجليزية]‏ (2 يونيو 1998 – ).
- انتخب وزير ظل الدولة للخارجية [الإنجليزية]‏ ( – 18 سبتمبر 2001).
- انتخب مستشار دوقية لانكستر [الإنجليزية]‏ (2 يوليو 2007 – 11 مايو 2010).
- انتخب وزير ديوان مجلس الوزراء [الإنجليزية]‏ (2 يوليو 2007 – 11 مايو 2010).
- انتخب مسؤول الصرف العام [الإنجليزية]‏ (12 مايو 2010 – 11 مايو 2015).
- انتخب الأمين العام لحزب المحافظين [الإنجليزية]‏ (6 مايو 2005 – 2 يوليو 2007).
- انتخب حكومة الظل للمعارضة الرسمية [الإنجليزية]‏.